# Enrique el Mellizo
Francisco Antonio Enrique Jiménez Fernández, connu comme Enrique el Mellizo est un chanteur (cantaor) espagnol de flamenco né à Cadix (Andalousie, Espagne) le 1er décembre 1848 et mort à Séville (Andalousie, Espagne) le 30 mai 1906.